# Tarou River
Der Tarou River ist ein Fluss an der Westküste von Dominica im Parish Saint Paul.

## Geographie
Der Tarou River entspringt am Mount Joy (Desjardin). Er ist der namhafte Bach von mehreren kleinen Bächen am Hang dieses Vorberges an der Küste und liegt eingezwängt zwischen dem Einzugsgebiet des Belfast River und des Layou River. Er verläuft nach Südwesten und mündet nach ca. 2 km in Tarou (Tarreau) in das Karibische Meer.